# Ebbot Lundberg
Torbjörn «Ebbot» Lundberg (n. Västerås, Suecia, 26 de febrero de 1966) es un cantante, cantautor y productor musical sueco. Comenzó ya desde niño a componer música y en 1981 entra como vocalista y bajista en el grupo de punkrock Sure Tråkings Trio. Más adelante (1986) se une al grupo de rock Union Carbide Productions como vocalista, teclista y saxofonista. Tras la separación de Union Carbide Productions, él y otros integrantes de dicha agrupación montan el grupo de rock psicodélico The Soundtrack of Our Lives que supone el salto definitivo a la fama. A finales del año 2012 The Soundtrack of Our Lives se separan y desde entonces Ebbot empezaría una carrera como solista. Actualmente toca junto con su banda de apoyo The Indigo Children.
Como productor ha trabajado con artistas como The Loons, Nymphet Noodlers, Nicolai Dunger, Onkel Kånkel, The Oholics, Cry, The Preacher & The Bear, Chreschendolls och Zoobox. También ha colaborado con Jane Birkin, Dj Fontana, The Cadillac band, Billy Burnette, Tommy Blom, Little Gerhard, Audio Laboratory, Turbonegro, Martin McFaul, Nina Persson & The Cardigans, Swingfly, Caesars, Meja, Bröderna Lindgren, Augustifamiljen, Teddybears y Olle Ljungström.

## Discografía

### Union Carbide Productions
- In the Air Tonight, 1987
- Financially Dissatisfied, Philosophically Trying, 1989
- From Influence to Ignorance, 1991
- Swing, 1992

### The Soundtrack of Our Lives
- Welcome to the Infant Freebase, 1996
- Extended Revelation for the Psychic Weaklings of Western Civilization, 1998
- Behind the Music, 2001
- Origin Vol. 1, 2004
- Communion, 2008
- Throw it to the Universe, 2012

### Solista
- There's Only One of Us Here, 2012
- On The Other Side Of Light (con The New Alchemy y Per Svensson), 2013
- For the Ages to Come (con The Indigo Children), 2016